# Melanargia semireducta
Melanargia semireducta är en fjärilsart som beskrevs av Constant Vincent Houlbert 1923. Melanargia semireducta ingår i släktet Melanargia och familjen praktfjärilar. Inga underarter finns listade i Catalogue of Life.